# Friedrich Breier
Johann Friedrich Breier (* 14. Mai 1813 in Eutin; † 24. August 1880 in Lübeck) war ein deutscher Theologe, Altphilologe und Direktor des Katharineums zu Lübeck.

## Leben
Nach dem Besuch des Gymnasiums in Eutin und der Abschlussklasse auf dem Katharineum ging Breier 1836 an die Universität Berlin, wo er sich in Evangelischer Theologie einschrieb, aber vor allem Klassische Philologie hörte. 1838 wechselte er an die Universität Bonn. 1840 wurde er Collaborator am Alten Gymnasium Oldenburg und 1843 Rektor der neu gegründeten Bürgerschule in Oldenburg.
Im Juli 1854 berief ihn der Rat der Hansestadt Lübeck als Nachfolger von Johann Friedrich Jacob zum Direktor des Katharineums. In seiner Zeit als Direktor förderte er wie sein Vorgänger  das Turnen und machte es 1864 für die unteren Klassen verbindlich. Schon in seiner Zeit in Oldenburg hatte er sich für die damals neuartige Sportpädagogik von Adolf Spieß eingesetzt. Insgesamt begann in seiner Zeit die Militarisierung des humanistischen Bildungsideals der Schule, die Thomas Mann unter Breiers Nachfolger wenig später erduldete und im Schulkapitel der Buddenbrooks aufs Korn nahm.
Breier war verheiratet mit Margaritha Thormann (1817–1879) aus einer alten Berner Familie. Ihre gemeinsame Tochter Marie (1843–1919) heiratete 1872 Paul Kramer.

## Schriften (Auswahl)
- v. Kobbe gegen Mallet : Würdigung der Schrift Theodors v. Kobbe "Mallet als Weltrichter über Hamburgs Brand" Oldenburg: Druck und Verlag der Schulzeschen Buchhandlung (W. Berndt) 1842
- Schule und Haus. Oldenburg: Schulze 1847 (Programm der Vorschule und Höheren Bürgerschule zu Oldenburg; 4.1847)
- Das Schulturnen nach Spieß. Oldenburg: Schulze 1852 (Programm der Vorschule und Höheren Bürgerschule zu Oldenburg; 9.1852)
- Die phonetische Schrift. Oldenburg: Schulze 1853 (Programm der Vorschule und Höheren Bürgerschule zu Oldenburg; 10.1853)
- Klopstock. Vorlesung in der Versammlung der Lübeckischen Schiller-Gesellschaft am 15. Januar 1861. Lübeck: Dittmer 1861